# Haris Ferenc
Haris Ferenc (Diósgyőr, 1937. június 28. – 1996. május) kosárlabdázó, edző, mesteredző.

## Élete
Szülei Haris Ferenc id., kohómérnök, Könzöl Karolin.
Felesége: 1. Bild Katalin  kosárlabdaedző; 2. Bak Éva atléta, kosárlabdaedző.
Szerepelt Páder János válogatottjában, majd 1963-ban alapítója volt a Központi Sportiskolának. Sikeresen edzősködött a MAFC és a BSE férficsapatainál. Egy rövid kitérő után – a szövetség szakfelügyelője volt – visszatért a KSI-hez, ahol ismét remek csapatot formált.
1987-től Luxemburgban irányította a felnőtt válogatottat, s fiatalok százaival szerettette meg a sportágat. (Nemzeti Sport, 1996. május (7. évfolyam, 119-147. szám)1996-05-11 / 128. szám; https://adt.arcanum.com/hu/view/NemzetiSport_1996_05/?query=%22Haris%20Ferenc%22&pg=180&layout=s)

## Iskolái
- 1951-1955: Diósgyőri Gimnázium (www.diosgyorigimnazium.hu/oregdiakok_1951-1960)
- 1960: TF (Testnevelési Főiskola) testnev. tanári oklevél,
- 1967: TF edzői oklevelet szerzett, kosárlabda szakedző,
- 1985: mesteredző.

## Sportpályafutása[1]
- 1948/56: a DVTK,
- 1954 Gerelyhajítás, Diósgyőri Vasas, 5000 cm (Zádor Tibor: Az 50 éves DVTK. Diósgyőrvasgyár sportéletének története (Miskolc, 1962)II. A szakosztályok története; https://adt.arcanum.com/hu/view/Sportkonyvek_668/?query=%22Haris%20Ferenc%22&pg=69&layout=s)
- 1956/60: a TF Haladás ill. a TFSE,
- 1960/64: Perecesi MüM 104. sz. Szakmunkásképző Int., majd Bpen Rökk Szilárd u. ált. isk. testnev. tanár.
- 1961/66: a VTSK kosárlabdázója, név. edzője
- 1948/56: Kamarás István, edzői
- 1956/60: Páder János, Farkas József,
- 1961/66: Vadászi Ede.
- 1957/58: OB 4.,
- 1959: torinói Univerziádé 4.,
- 1964: OB 5.,
- 1965: Szovjetunióbeli EB 15., OB 6.,
- 1965: 12 x válogatott.
- 1964/70: KSI kosárlabda szakágvezető,
- 1970/73: a MAFC ffi csapatának vezető edzője, közben
- 1972: az ifj. vál. edzője,
- 1973/74: a BSE,
- 1975/77, 1982/87: a KSI,
- 1987/88: az MTKVM név. edzője,
- 1988- a luxemburgi női válogatott és ugyanott a férfi + női utánpótlás válogatott vezető edzője.

Edzőként a MAFC ificsapatával
- 1970: OB 1., MNK 1.,
- 1971: MNK 2.,
- 1972: OB 4., MNK 1.,
- a luxemburgi női válogatottal 1989: Európai Kisállamok Olimpiája 1., Promotion Kupa 3., Frankofil Játékok 4.

Sportvezetőként 1977/82: M. Kosárlabda Szöv. orsz. szakfelügyelője.